# Amalia (powieść)

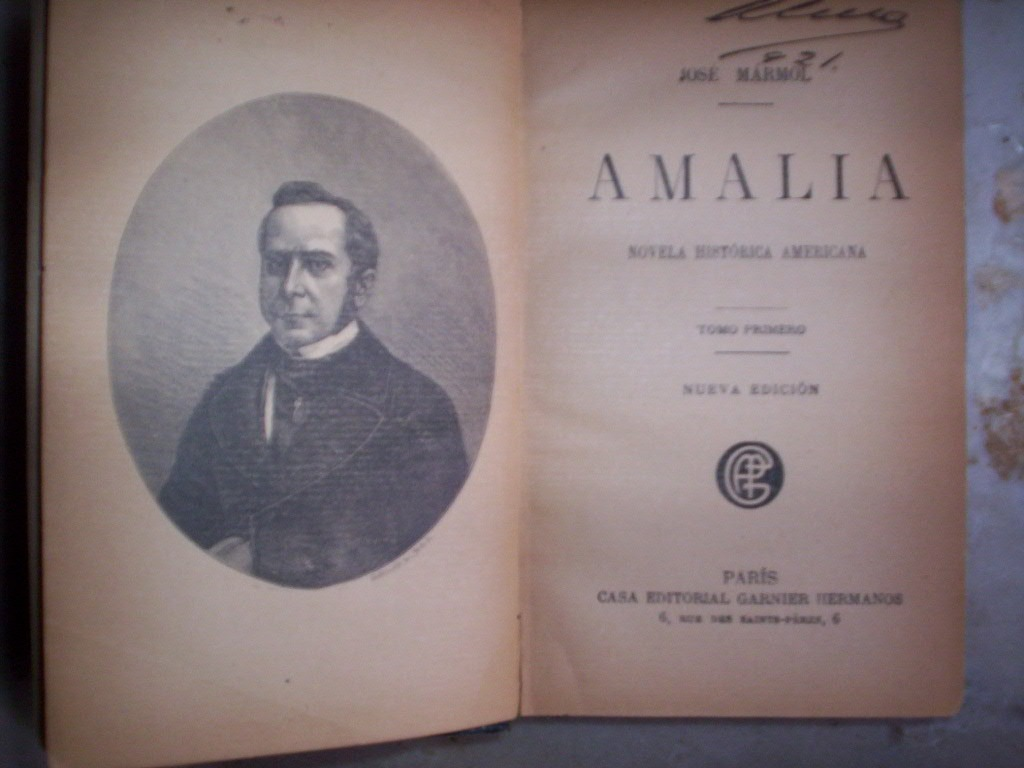
Karta tytułowa książki

Amalia – powieść dyktatury argentyńskiego pisarza José Mármola, napisana w 1851 roku i skierowana przeciwko dyktatorowi Juanowi Manuelowi de Rosasowi. Jest najbardziej znanym utworem tego autora i jedną z najbardziej znanych powieści romantycznych.
Fabuła utworu zbudowana jest wokół wątku romansowego – historii miłości tytułowej bohaterki do ściganego przez tajną policję rządową opozycjonisty, Eduardo Belgrano. Wątek miłosny jest jednak całkowicie konwencjonalny, a zasadniczą treść powieści stanowi przedstawienie okrucieństw i machiny strachu zbudowanej przez de Rosasa.
Powieść składa się z 8 tomów. Początkowo publikowana była w urugwajskiej prasie. Na podstawie powieści nakręcono w 1914 roku film Amalia, będący pierwszym argentyńskim filmem pełnometrażowym.